# 江別市郷土資料館
江別市郷土資料館（えべつしきょうどしりょうかん）は、北海道江別市にある郷土資料館。

## 概要
ふるさと江別・大昔の江別・開拓の始まり・町の発展・産業の歴史の5つのテーマで、重要文化財の江別太遺跡出土品など先史8500年前から今日までの江別の歴史や文化財を展示、公開している。 先史時代の出土品のほかに、世界の蝶が500あまり展示されているコーナーもある。

## 沿革
江別市郷土資料館は旧中央公民館を改築し、1991年（平成3年）4月10日に江別市郷土資料館として開館した。 先史時代から現代までの江別の歴史をテーマ別に紹介している。先史時代の土器約400点の展示や国の重要文化財に指定されている「北海道江別太遺跡出土品」「北海道江別1遺跡土壙墓出土品」の資料、市の基幹産業である窯業や製紙業、市民から寄贈された生活資料などが展示されている。

### 年表
- 1973年（昭和48年）
  - 3月
    - 野幌太々神楽 江別市指定文化財（無形民俗文化財）となる
    - 扁額「對鴈學校」「富貴在苦學労力」江別市指定文化財（有形文化財）となる
- 1978年（昭和53年）
  - 4月 - 江別市教育委員会に文化財保護主事配置
  - 7月 - 旧湯川宅を屯田兵屋として復元、一般公開
- 1980年（昭和55年）12月 - 江別市文化財事務所（現文化財整理室）開館
- 1982年（昭和57年）7月 - 坊主山遺跡出土江別式土器 江別市指定文化財（有形文化財）となる
- 1991年（平成3年）4月 - 郷土資料館開館
- 1993年（平成5年）6月 - 江別太遺跡出土品 国の重要文化財に指定
- 1995年（平成7年）
  - 4月 - 屯田資料館（野幌屯田兵第二中隊本部）開館
  - 6月 - 元江別1遺跡土壙（どこう）墓（ぼ）出土品 国の重要文化財に指定

- 1998年（平成10年）9月 - 江別古墳群 国の史跡に指定
- 2001年（平成13年）8月 - 北海道林木育種場旧庁舎 国の登録有形文化財となる
- 2002年（平成14年）2月 - 旧北陸銀行江別支店 国の登録有形文化財となる
- 2010年（平成22年） - 郷土資料館開館20年記念特別展「甦る縄文文化－かえってきた土偶たち」開催（6 - 8月）
- 2012年（平成24年）3月 - 大麻3遺跡出土土偶 北海道指定有形文化財となる
- 2017年（平成29年）1月 - 旧岡田倉庫 江別市指定文化財（有形文化財）となる
- 2019年（平成31年）3月 - 旧肥田製陶工場（EBRI）国の登録有形文化財となる

## 施設
住所
〒067-0002 江別市緑町西1丁目38
開館時間
9:30 - 17:00（入館は16:30まで）
構造
鉄筋コンクリート造 2階建
- 1階 - 展示室、ホール、保存作業室、事務室 資料撮影室、研究室、保管庫 他
- 2階 - 展示室、収蔵展示室、物品庫

## アクセス
- 北海道中央バス「青年センター」から徒歩約2分
- JRバス「江別3丁目」から徒歩5分
- JR北海道「江別駅」から徒歩約15分
- 道央自動車道江別東ICより約15分

## 特色
江別市郷土資料館は、「大昔の江別」「開拓の始まり」「町の発展」「産業の歴史」などのテーマ別に江別の歴史などの情報が紹介されている。
坊主山遺跡で発見された江別式土器をはじめ、市内の遺跡から出土した約400点の土器は、北海道内でも最大級の展示規模を誇る。重要文化財の出土品や国指定史跡である江別古墳群のジオラマも見学することができる。
江別の開拓に寄与した屯田兵・北越殖民社の資料や開拓長官黒田清隆の扁額、舟運（しゅううん）で栄えた明治 - 昭和初期の様子を物語る資料が展示されている。また、太平洋戦争中に製造された木製戦闘機キ106の資料なども展示されている。

## 収蔵資料
文書・写真
屯田兵関係文書、地図など5302点
衣・食・住
食器、火鉢、箪笥など3284点
生業
農具、鋸、馬具など3905点
教育・生活
蓄音機、洗濯機、黒電話、教科書など4281点
美術
陶磁器、絵画など307点

### 文化財
- 北海道江別太遺跡出土品（国の重要文化財）
- 北海道元江別1遺跡土壙墓出土品（国の重要文化財）
- 江別古墳群（国指定史跡）ジオラマ 坊主山遺跡出土江別式土器56点（市指定有形文化財）
- 大麻3遺跡出土土偶（道指定有形文化財）
- 扁額「對鴈學校」「冨貴在苦學労力」（市指定有形文化財）

## 資料館周辺
- 飛烏山公園
- 江別第一小学校
- 江別市立病院